# Józefa Dziewierska
Józefa Dziewierska de domo Łukaszewska (ur. 19 marca 1907, zm. 17 listopada 2001) – polska „Sprawiedliwa wśród Narodów Świata”.

## Życiorys
Była córką Jana Łukaszewskiego i Wiktorii z Milczarskich.  
W trakcie II wojny światowej przygarnęła do swego mieszkania w Krośniewicach znajomych Żydów – Sabę Aleksander i jej 11-letnią córkę, Różę. Mieszkała wówczas ze starszą matką, mężem oraz siedmiorgiem dzieci w jednopokojowym mieszkaniu bez wody i prądu. Mimo to przygarnęła znajomych na jedną noc podczas ich ucieczki do Warszawy. Miało to miejsce 2 marca 1942 r., w przededniu likwidacji miejscowego getta. Żydzi byli bowiem uciekinierami poszukiwanymi przez Niemców, którzy intensywnie przeczesywali okolicę. Dzięki zaangażowaniu Dziewierskiej Żydzi przetrwali noc, udali się do Warszawy, gdzie doczekali wkroczenia Armii Czerwonej.  
Józefa Dziewierska jest pochowana na cmentarzu w Barwicach (kw. 1, rządː 2, miejsceː 36).  
6 maja 1997 r. Instytut Jad Waszem uhonorował Józefę Dziewierską medalem „Sprawiedliwy wśród Narodów Świata”.